# Vittyglad gylling
Vittyglad gylling (Oriolus albiloris) är en fågel i familjen gyllingar inom ordningen tättingar.

## Utseende och läte
Vittyglad gylling är en medelstor tätting. Den är mestadels gul med något mörkare på vingar och stjärt, med rödaktig näbb och en vit teckning mellan näbben och det bruna ögat. Arten liknar isabelagyllingen, men är något mindre och urskiljer sig genom rödaktig näbb och en vit fläck mellan näbben och ögat. Sången är typisk för gyllingar, en visslad fras med två till tre toner som ofta upprepas.

## Utbredning och systematik
Fågeln förekommer enbart i bergsskogarna på Luzon i norra Filippinerna. Den behandlas som monotypisk, det vill säga att den inte delas in i några underarter.

## Status
Vittyglad gylling har ett relativt begränsat utbredningsområde och tros minska i antal. IUCN kategoriserar ändå arten som livskraftig.